# So laang we's du do bast
Chansons représentant le Luxembourg au Concours Eurovision de la chanson
Un grand amour
(1958) Nous les amoureux
(1961)
So laang we's du do bast (« Tant que tu es là ») est une chanson interprétée par le chanteur Camillo Felgen pour représenter le Luxembourg au Concours Eurovision de la chanson 1960 le 29 mars à Londres.
Elle a par la suite également été enregistrée par Camillo Felgen dans une version en allemand sous le titre Solange du da bist.

## À l'Eurovision
La chanson est entièrement interprétée en luxembourgeois, langue nationale du Luxembourg, comme le veut la coutume règle avant 1966. C'est la première fois que la chanson représentant le Luxembourg est interprétée en luxembourgeois. L'orchestre est dirigé par Eric Robinson.
So laang we's du do bast est la troisième chanson interprétée lors de la soirée du concours, suivant Alla andra får varann de Siw Malmkvist pour la Suède et précédant Det var en yndig tid de Katy Bødtger pour le Danemark.
À l'issue du vote, elle obtient 1 point et se classe par conséquent 13e et dernière,.